# Залау
Залау (рум. Zalău, мађ. Zilah) град је у Румунији. Она се налази у северозападном делу земље, у историјској покрајини Трансилванија. Залау је управно средиште округа Салаж.
Залау се простире на 90 км² и према последњем попису из 2002. године у граду је живело 71.326 становника.

## Географија
Град Залау налази се у крајњем северозападном делу историјске покрајине Трансилваније, на самој граници ка суседним покрајинама Кришана и Марамуреш. Град је на северним падинама планине Бихор, недалеко од долине реке Самош (североисточно од града). Град се образовао на станица на путу из Трансилваније ка северној Панонији.

## Становништво
| 2011.  |
| ------ |
| 56.202 |

Матични Румуни данас чине већину градског становништва Залауа, али град још увек поседује вишенационалну структуру, која је за град била особена вековима. Једина разлика је то да су током 20. века Мађари од претежном постали мањинско становништво. По последњем попису из 2002. године структура становништва била је следећа:
- Румуни - 80,9%
- Мађари - 17,5%
- Роми - 1,4%

## Партнерски градови
- Ђула
- Сентандреја
- Хегебостад
- Квинесдал
- Баја Маре
- Сирдал